# USS Panay (PR-5)
Другий корабель з ім'ям USS Panay (PR-5) ВМС США був річковим канонерським човном, який служив у складі Патруля Янцзи в Китаї, поки 12 грудня 1937 року не був потоплений японськими літаками. 
Корабель було побудовано на Цзяннанському суднобудівному заводі у Шанхаї і було спущено на воду 10 листопада 1927 року. Церемонією керувала пані. Елліс С. Стоун. Включений до складу  флоту 10 вересня 1928 р. під командуванням лейтенант-командера Джеймса Маккі Льюїсом. 

## Історія служби
«Панай» побудували для Азійського флоту з метою служби на річці Янцзи. Його основною місією був захист американських громадян та власності, яким часто загрожували заворушення у 1920-1930-ті роках. У цей період Китай, намагався модернізувати себе, створити сильний центральний уряд, а пізніше протидіяв японській агресії. Впродовж служби «Панаю» судноплавству на Янцзі постійно загрожували банди та мародери, і «Панай» та інші американські канонерські човни забезпечували захист американського судноплавства та громадян, як це робили інші потужні держави для своїх громадян. 

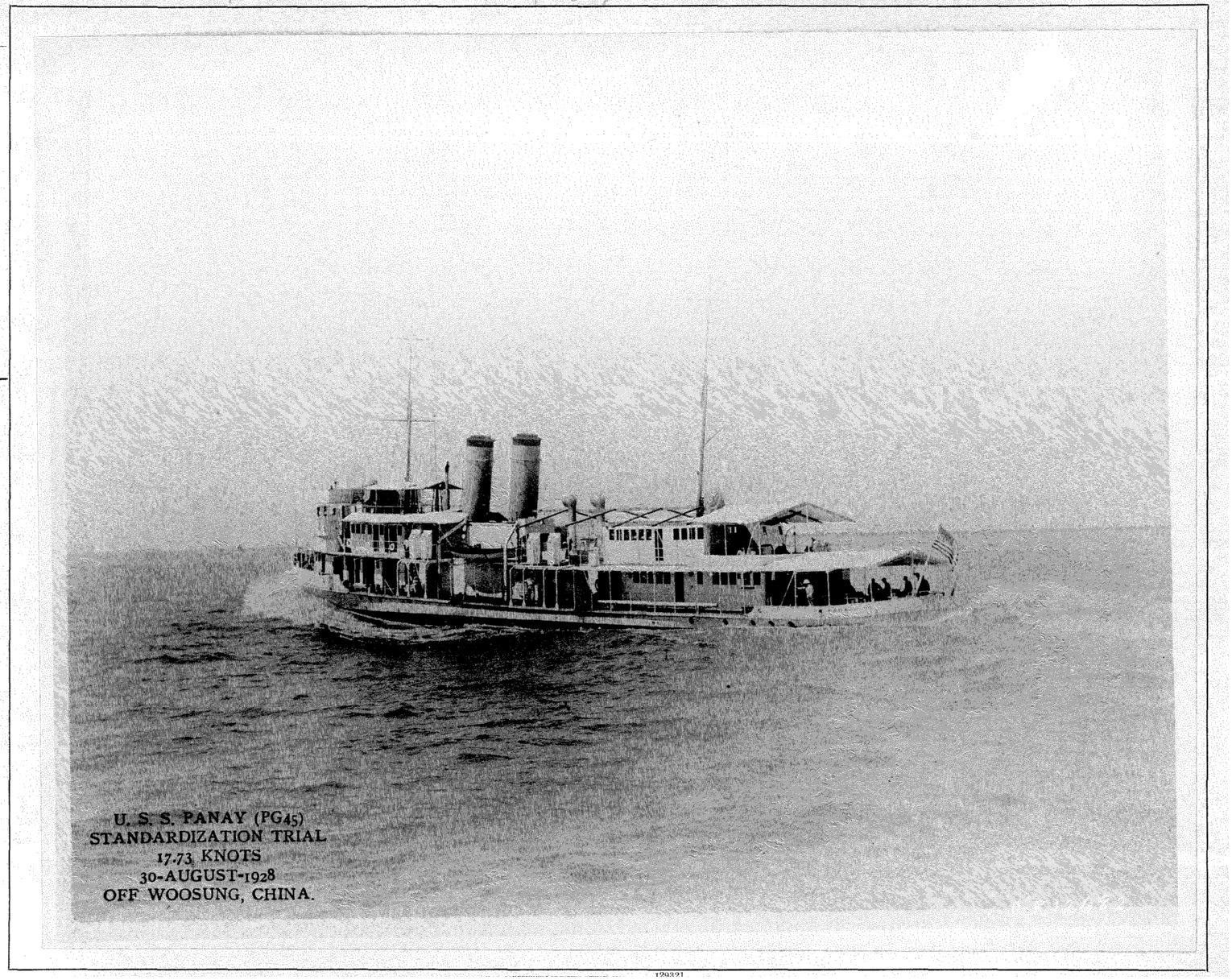
"Панай" у 1928 році

Часто члени екіпажу«Панай» служили озброєними охоронцями на американських пароплавах, що курсували річкою. У 1931 р.  капітан канонерського човна, лейтенант-командер Р. А. Дайєр, доповідав: "Стрільба по канонерським човнам і торговим суднам стала такою рутиною, що будь-яке судно, що рухається Янцзи, пливе, очікуючи, що його обстрілять. На щастя, - додав він, - китайці, як видається досить погані стрільці, і  на цей час корабель не зазнав жодних втрат у цих сутичках ". 
Поки японці наступали через південь Китаю, американські канонерські човни евакуювали більшість працівників посольства з Нанкіна протягом листопада 1937 року. «Панай» був призначений як стаціонер для охорони тих американців, що залишилися, і евакуації їх в разі потреби. 11 грудня «Панай» евакуював із міста американців, що залишилися, внаслідок чого кількість людей на борту склала п'ять офіцерів, 54 моряки, чотири співробітники посольства США та 10 цивільних, включаючи операторів Universal News Нормана Еллі, Еріка Мейелла, Movietone News Еріка Мейелла, кореспондента New York Times Нормана Суна, кореспондента Collier's Weekly Джима Маршалла, кореспондента La Stampa Сандро Сандрі та кореспондента Corriere della Sera Луїджі Барзіні-молодшого. «Панай» рушив вгору течією, щоб уникнути участі в боях навколо приреченої столиці. Три американські цивільні танкери пливли з канонерським човном. Японський старший військово-морський командир у Шанхаї був належно поінформований про факт цього руху. 

### Потоплення японцями
12 грудня 1937 р. японські  літаки ВМС  отримали наказ  армійського командування " атакувати  "будь-які судна" на Янцзи вище Нанкіну. Знаючи про присутність «Панай» та іноземних торгових суден, Імперський ВМС Японії вимагав підтвердити наказ, який був отриманий до початку атаки близько 13:27 того дня. Хоча на кораблі під командуванням лейтенант-командера  Джеймса Дж. Х'юза було піднято кілька великих американських прапорів, а також один був намальований на вершині рубки, японські літаки продовжували обстрілювати та бомбардувати канонерський човен. «Панай» вразили дві із вісімнадцяти 60 кілограмових бомб, скинутих трьома бомбардувальниками Yokosuka B4Y Type-96. У обстрілі корабля брали участь дев'ять винищувачів Nakajima A4N Type-95.  Бомбардування тривало, поки «Панай» не затонув о 15:54. Матрос Чарльз Енсмінгер, капітан танкера "Стандарт Ойл" Карл Х. Карлсон та італійський репортер Сандро Сандрі були вбиті, пізніше тієї ж ночі помер боцман Едгар Ч. Хульбес.   Поранено 43 моряків та п’ять цивільних . 

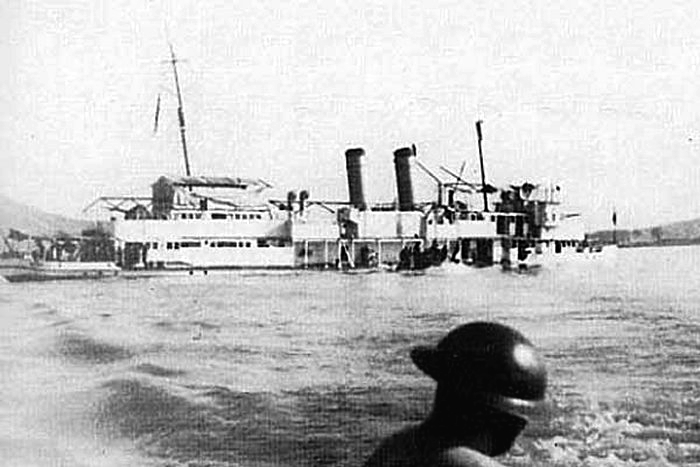
"Панай" тоне, вражений японськими бомбами

Двоє кінооператорів були на«Панаї», Норман Еллі ( Universal News ) та Ерік Мейелл ( Movietone News ), і вони змогли зафільмувати напад, та згодом, з берега, процес затоплення «Панай» посеред річки.  
Формальний протест негайно був направлений американським послом. Японський уряд визнав відповідальність, проте наполягав, що атака була неумисною. Японська позиція полягала у тому, що пілоти нібито не змогли розрізнити американський та китайський прапори. Велике відшкодування (приблизно 2 мільйони доларів США) було виплачено 22 квітня 1938 року і інцидент був офіційно залагоджений. Тим не менш, стосунки між США та Японією продовжили погіршуватись. 
Фон Хаффман, останній свідок інциденту, помер у вересні 2008 року.  

## Зовнішні посилання
- USSPanay.org меморіальний сайт про USS Панай і інцидент з ним [Архівовано 2 березня 2021 у Wayback Machine.]
- NavSource Online: Фотоархів канонерських човнів: USS Panay (PR-5), ex-PG-45 [Архівовано 5 грудня 2019 у Wayback Machine.]
- Archive.org 22-хвилинний фільм Universal Newsreel - оператор кінопрокату Норман Еллі